# Inés Bardón
Inés Bardón Rafael  (Sevilla, 1969) es una economista y funcionaria española. Entre de junio de 2018 y enero de 2022 fue secretaria de Estado de Hacienda y por lo tanto, presidenta ex officio de la Agencia Tributaria. De 2015 a 2018 fue secretaria general de Finanzas de la Junta de Andalucía.

## Biografía

### Formación
Se licenció en Ciencias Económicas y Empresariales por la Universidad de Sevilla y es máster en Administración Pública por el Instituto Nacional de Administración Pública y el Instituto Universitario Ortega y Gasset de la Universidad Complutense de Madrid.

### Carrera
Es personal estatutario del Servicio Andaluz de Salud donde ha sido subdirectora general de Compras, Logística y Servicios (2009-2012) y directora general de Gestión Económica y Servicios. Fue técnica de función administrativa en el hospital onubense Juan Ramón Jiménez (1994-1995) y en el sevillano de Valme (1995-1996).
Posteriormente fue directora económico administrativa y de servicios generales en el Hospital Infanta Elena de Huelva (2004-2006) y subdirectora económico administrativa y de servicios generales del Hospital Virgen del Rocío (2006-2009). 

## Carrera política
En julio de 2015 asumió la Secretaría General de Finanzas y Sostenibilidad de la Consejería de Hacienda y Administración Pública de la Junta de Andalucía, donde también había desempeñado el puesto de directora general de Presupuestos formando parte del equipo de confianza de María Jesús Montero.

### Secretaria de Estado de Hacienda
El 8 de junio de 2018 fue nombrada secretaria de Estado de Hacienda, en el ministerio liderado por Montero en el gobierno socialista de Pedro Sánchez. En enero de 2020 fue ratificada en su puesto tras la creación del gobierno de coalición de Pedro Sánchez.
El 17 de junio de 2021, la presidencia de la Agencia Estatal de Administración Tributaria, Inés María Bardón Rafael crea la Comisión Consultiva de Ética de la Agencia Tributaria, ¿Ha detectado falta de "armonización con la ley"? Una de las funciones es ... 7. Informar, asesorar e impulsar los procesos de formación y capacitación 
Cesó, a petición propia, el 11 de enero de 2022.

### Sociedad Mercantil Estatal de Gestión Inmobiliaria de Patrimonio, S.A. (SEGIPSA)
Nombrada Presidenta en febrero de 2022 de la Sociedad Mercantil Estatal de Gestión Inmobiliaria de Patrimonio (SEGIPSA).